# الظاهر (المحويت)

تعديل مصدري - تعديل

الظاهر هي إحدى قرى عزلة المجاديل بمديرية المحويت التابعة لمحافظة المحويت، بلغ تعداد سكانها 272 نسمة حسب تعداد اليمن لعام 2004.